# Premio Bergamo Film Meeting
Il premio Bergamo Film Meeting è il premio cinematografico assegnato dal Bergamo Film Meeting ai tre migliori film presentati in concorso secondo il giudizio del pubblico.
Ha assunto l'attuale denominazione nel 2009. In precedenza, dal 1987 al 2008, si chiamava Rosa Camuna.

## Albo d'oro

### Anni 1987-1989
- 1987
  - Rosa Camuna d'Oro: Yeelen, la luce, regia di Souleymane Cissé (Mali)
  - Rosa Camuna d'Argento: Un mese in campagna (A Month in the Country), regia di Pat O'Connor (Gran Bretagna)
  - Rosa Camuna di Bronzo: Falfúró, regia di György Szomjas (Ungheria) ex aequo A nagy genéració, regia di Ferenc András (Ungheria)
- 1988
  - Rosa Camuna d'Oro: Sommer, regia di Philip Gröning (Germania Ovest)
  - Rosa Camuna d'Argento: Sarikat sayfeya (Furti d'estate), regia di Yousry Nasrallah (Egitto)
  - Rosa Camuna di Bronzo: Alouette, je te plumerai, regia di Pierre Zucca (Francia) ex aequo Bell Diamond, regia di Jon Jost (USA) ex aequo Kárhozat (Perdizione), regia di Béla Tarr (Ungheria)
- 1989
  - Rosa Camuna d'Oro: Georgette Meunier, regia di Tania Stocklin e Cyrille Rey-Coquais (Svizzera)
  - Rosa Camuna d'Argento: La salle de bain, regia di John Lvoff (Francia)
  - Rosa Camuna di Bronzo: Mielott befejezi röptét a denevér (Prima che il pipistrello compia il suo volo), regia di Péter Timár (Ungheria) ex aequo Classified People, regia di Jolande Zauberman (Francia)

### Anni 1990-1999
- 1990
  - Rosa Camuna d'Oro: The Plot Against Harry, regia di Michael Roemer (USA)
  - Rosa Camuna d'Argento: December Bride, regia di Thaddeus O'Sullivan (Irlanda)
  - Rosa Camuna di Bronzo: Piravi (La nascita), regia di Shaji N. Karun (India) ex aequo Céllövölde (Tiro a segno), regia di Árpád Sopsits (Ungheria) ex aequo Gorod Zero (Città zero), regia di Karen Šachnazarov (URSS)
- 1991
  - Rosa Camuna d'Oro: Der Tangospieler (Il suonatore di tango), regia di Roland Gräf (Germania)
  - Rosa Camuna d'Argento: Camdan Kalp (Un cuore di vetro), regia di Fehmi Yasar (Turchia)
  - Rosa Camuna di Bronzo: La Vie des morts, regia di Arnaud Desplechin (Francia)
- 1992
  - Rosa Camuna d'Oro: Phanouropitta (La torta di San Fanurio), regia di Dimitrios Yatzouzakis (Grecia)
  - Rosa Camuna d'Argento: Vörös vurstli (Kermesse rossa), regia di György Molnár (Ungheria)
  - Rosa Camuna di Bronzo: Wadeck's Mother's Friend's Son, regia di Arnold Barkus (USA)
  - Menzione speciale: La guerre sans nom, regia di Bertrand Tavernier (Francia)
- 1993
  - Rosa Camuna d'Oro: De Noorderlingen (Gente del Nord), regia di Alex Van Warmerdam (Paesi Bassi)
  - Rosa Camuna d'Argento: Langer Gang (Lungo corridoio), regia di Yilmaz Arslan (Germania)
  - Rosa Camuna di Bronzo: El lado oscuro del corazón, regia di Eliseo Subiela (Argentina)
- 1994
  - Rosa Camuna d'Oro: Pas très catholique, regia di Tonie Marshall (Francia)
  - Rosa Camuna d'Argento: Woyzeck, regia di János Szász (Ungheria)
  - Rosa Camuna di Bronzo: Tangotango, regia di Frans Buyens (Belgio)
- 1995
  - Rosa Camuna d'Oro: Sotto gli ulivi (Zir e darakhtan é zeyton), regia di Abbas Kiarostami (Iran)
  - Rosa Camuna d'Argento: Kozijat rog (Il corno del capro), regia di Nikolaj Volev (Bulgaria)
  - Rosa Camuna di Bronzo: Swaham (Destino), regia di Shaji N. Karun (India)
- 1996
  - Rosa Camuna d'Oro: Terra estrangeira, regia di Walter Salles e Daniela Thomas (Brasile)
  - Rosa Camuna d'Argento: Hola, estás sola?, regia di Icíar Bollaín (Spagna)
  - Rosa Camuna di Bronzo: Ligzda, regia di Aivars Freimanis (Lettonia)
- 1997
  - Rosa Camuna d'Oro: Mi Mou Aptou, regia di Dimitrios Yatzouzakis (Grecia)
  - Rosa Camuna d'Argento: Caught, regia di Robert M. Young (USA)
  - Rosa Camuna di Bronzo: As-Sayyida, regia di Mohamed Zran (Tunisia)
- 1998
  - Rosa Camuna d'Oro: Knoflíkáři (Bottonieri), regia di Petr Zelenka (Repubblica Ceca)
  - Rosa Camuna d'Argento: De Verstekeling (Il clandestino), regia di Ben van Lieshout (Uzbekistan/Paesi Bassi)
  - Rosa Camuna di Bronzo: Ai xuoi Van Ly (Il lungo viaggio), regia di Le Hoang (Vietnam)
- 1999
  - Rosa Camuna d'Oro: La primera noche de mi vida, regia di Miguel Albaladejo (Spagna)
  - Rosa Camuna d'Argento: Natsu jikan no otonatachi (Adulti d'estate), regia di Tetsuya Nakashima (Giappone)
  - Rosa Camuna di Bronzo: Rosie, regia di Patrice Toye (Belgio)

### Anni 2000-2009
- 2000
  - Rosa Camuna d'Oro: Otomo, regia di Frieder Schlaich (Germania)
  - Rosa Camuna d'Argento: The Shade, regia di Raphael Nadjari (USA)
  - Rosa Camuna di Bronzo: Het Paradijs, regia di Maarten Treurniet (Paesi Bassi) ex aequo Ene Bene, regia di Alice Nellis (Repubblica Ceca)
- 2001
  - Rosa Camuna d'Oro: Dubbel - 8, regia di Daniel Fridell (Svezia)
  - Rosa Camuna d'Argento: Mayis sikintisi, regia di Nuri Bilge Ceylan (Turchia)
  - Rosa Camuna di Bronzo: Lise et André, regia di Denis Dercourt (Francia)
- 2002
  - Rosa Camuna d'Oro: H3, regia di Les Blair (Irlanda)
  - Rosa Camuna d'Argento: Torzok, regia di Árpád Sopsits (Ungheria)
  - Rosa Camuna di Bronzo: Les beaux lendemains de Teheran, regia di Reza Khatibi (Francia, Iran)
- 2003
  - Rosa Camuna d'Oro: Mê Thao, Thoi vang bong (Mê Thao, ci fu un tempo), regia di Viet Linh (Vietnam)
  - Rosa Camuna d'Argento: Sur le bout des doigts (Sulla punta delle dita), regia di Yves Angelo (Francia)
  - Rosa Camuna di Bronzo: Wesh Wesh - Qu'est-ce qui se passe?, regia di Rabah Ameur-Zaïmeche (Francia)
- 2004
  - Rosa Camuna d'Oro: Massa’ot James Be’eretz Hakodesh (Il viaggio di James a Gerusalemme), regia di Ra'anan Alexandrowicz (Israele)
  - Rosa Camuna d'Argento: La spettatrice, regia di Paolo Franchi (Italia)
  - Rosa Camuna di Bronzo: Mein Erstes Wunder (Il mio primo miracolo), regia di Anne Wild (Germania)
- 2005
  - Rosa Camuna d'Oro: L'estate di mio fratello, regia di Pietro Reggiani (Italia)
  - Rosa Camuna d'Argento: Donau, Dunaj, Duna, Dunav, Dunarea, regia di Goran Rebic (Austria)
  - Rosa Camuna di Bronzo: The Definition of Insanity, regia di Frank Matter e Robert Margolis (Svizzera, USA)
- 2006
  - Rosa Camuna d'Oro: Il vento fa il suo giro, regia di Giorgio Diritti (Italia)
  - Rosa Camuna d'Argento: Otkradnati oči (Occhi rubati), regia di Radoslav Spasov (Bulgaria, Turchia)
  - Rosa Camuna di Bronzo: Příběhy obyčejného šílenství (Sottosopra), regia di Petr Zelenka (Repubblica Ceca, Germania, Slovacchia)
- 2007
  - Rosa Camuna d'Oro: Vidange perdue (Vuoti a perdere), regia di Geoffrey Enthoven (Belgio)
  - Rosa Camuna d'Argento: Trešeta (Tressette – Storia di un'isola), regia di Dražen Žarković e Pavo Marinković (Croazia)
  - Rosa Camuna di Bronzo: Sve džaba (Tutto gratis), regia di Antonio Nuić (Croazia, Bosnia, Serbia)
- 2008
  - Rosa Camuna d'Oro: Miehen tyo (Un lavoro da uomo), regia di Aleksi Salmenperä (Finlandia)
  - Rosa Camuna d'Argento: Goodnight Irene, regia di Paolo Marinou-Blanco (Portogallo)
  - Rosa Camuna di Bronzo: Tajnosti (Segreti), regia di Alice Nellis (Repubblica Ceca) ex aequo Przebacz (Perdono), regia di Marek Stacharski (Polonia)
- 2009
  - Primo premio Bergamo Film Meeting: Cordero de Dios (Agnello di Dio), regia di Lucía Cedrón (Argentina, Francia)
  - Secondo premio Bergamo Film Meeting: Planet Carlos, regia di Andreas Kannengiesser (Germania)
  - Terzo premio Bergamo Film Meeting: Weltstadt (Metropoli), regia di Christian Klandt (Germania) ex aequo Cealaltă Irina (L'altra Irina), regia di Andrei Gruzniczki (Romania)

### Anni 2010-2019
- 2010
  - Primo premio Bergamo Film Meeting: Thomas, regia di Miika Soini (Finlandia)
  - Secondo premio Bergamo Film Meeting: La piccola A, regia di Salvatore D'Alia e Giuliano Ricci (Italia)
  - Terzo premio Bergamo Film Meeting: Kenjac (Somaro), regia di Antonio Nuić (Croazia)
- 2011
  - Primo premio Bergamo Film Meeting: Il venditore di miracoli (Handlarz cudów), regia di Bolesław Pawica e Jarosław Szoda (Polonia, Svezia)
  - Secondo premio Bergamo Film Meeting: Das Lied in mir, regia di Florian Micoud Cossen (Germania, Argentina)
  - Terzo premio Bergamo Film Meeting: Sulla strada di casa, regia di Emiliano Corapi (Italia)
- 2012
  - Primo premio Bergamo Film Meeting: Americano, regia di Mathieu Demy (Francia)
  - Secondo premio Bergamo Film Meeting: Las acacias, regia di Pablo Giorgelli (Argentina, Spagna)
  - Terzo premio Bergamo Film Meeting: En ville, regia di Valérie Mréjen e Bertrand Schefer (Francia)
- 2013
  - Primo premio Bergamo Film Meeting: Schuld sind immer die Anderen, regia di Lars-Gunnar Lotz (Germania)
  - Secondo premio Bergamo Film Meeting: Rock ba'kasba, regia di Yariv Horowitz (Israele, Francia)
  - Terzo premio Bergamo Film Meeting: Lycka till och ta hand om varandra, regia di Jens Sjögren (Svezia)
- 2014
  - Primo premio Bergamo Film Meeting: Silmäterä, regia di Jan Forsström (Finlandia)
  - Secondo premio Bergamo Film Meeting: Leave to Remain, regia di Bruce Goodison (Regno Unito)
  - Terzo premio Bergamo Film Meeting: Wolf, regia di Jim Taihuttu (Paesi Bassi)
- 2015
  - Primo premio Bergamo Film Meeting: Utóélet, regia di Virág Zomborácz (Ungheria)
  - Secondo premio Bergamo Film Meeting: Anderswo, regia di Ester Amrami (Germania)
  - Terzo premio Bergamo Film Meeting: Loreak, regia di Jon Garaño e José Mari Goenaga (Spagna)
- 2016
  - Primo premio Bergamo Film Meeting: Enklava, regia di Goran Radovanović (Serbia, Germania)
  - Secondo premio Bergamo Film Meeting: Domácí péče, regia di Slávek Horák (Repubblica Ceca, Slovacchia)
  - Terzo premio Bergamo Film Meeting: 2 yötä aamuun, regia di Mikko Kuparinen (Finlandia, Lituania)
- 2017
  - Primo premio Bergamo Film Meeting: Toril, regia di Laurent Teyssier (Francia)
  - Secondo premio Bergamo Film Meeting: Jätten, regia di Johannes Nyholm (Svezia, Danimarca)
  - Terzo premio Bergamo Film Meeting: Voir du pays, regia di Delphine e Muriel Coulin (Francia, Grecia)
- 2018
  - Primo premio Bergamo Film Meeting: Iscelitel, regia di Gjorce Stavreski (Macedonia del Nord, Grecia)
  - Secondo premio Bergamo Film Meeting: Jätten, regia di Bohdan Sláma (Repubblica Ceca, Slovacchia, Francia)
  - Terzo premio Bergamo Film Meeting: Apostasy, regia di Daniel Kokotajlo e Muriel Coulin (Regno Unito)
- 2019
  - Primo premio Bergamo Film Meeting: El motoarrebatador, regia di Agustín Toscano (Argentina, Uruguay)
  - Secondo premio Bergamo Film Meeting: Confini, gocce di pioggia, regia di Vlastimir Sudar (Canada)
  - Terzo premio Bergamo Film Meeting: Obey, regia di Jamie Jones (Spagna)